# Souleymane Bamba
Souleymane Bamba, detto Sol, (Ivry-sur-Seine, 13 gennaio 1985 – Adana, 31 agosto 2024) è stato un calciatore e allenatore di calcio ivoriano, di ruolo difensore.

## Biografia

### Origini
Nato in Francia, possedeva il passaporto comunitario. Bamba era multilingue visto che sapeva parlare l'inglese, il francese, l'italiano, il turco e "il dialetto ivoriano che suo padre parlava a casa".

### Vita privata
Bamba ha conosciuto la sua moglie inglese Chloe mentre giocava per Leicester. Ebbero tre figli insieme. Bamba aveva anche un altro figlio, chiamato Jaxxson Shields, nato da una precedente relazione con una donna scozzese.

### Morte
L'11 gennaio 2021 il Cardiff City comunicò che Bamba era affetto dal linfoma non Hodgkin e che aveva subito iniziato a sottoporsi a cicli di chemioterapia. Il 20 maggio dello stesso anno egli stesso affermò di essere guarito. A seguito di un peggioramento improvviso delle sue condizioni di salute è deceduto la notte del 31 agosto 2024.

## Caratteristiche tecniche
Era un difensore centrale che poteva giocare anche in una linea difensiva composta da tre giocatori. Dal punto di vista tecnico aveva un buon palleggio ed era abile nel gioco aereo, sfruttando il suo fisico imponente.

## Carriera

### Club
Cresciuto nel Paris Saint-Germain, coi francesi esordisce in prima squadra nel 2004 giocando una partita in due stagioni di Ligue 1, in particolare un incontro con il Nizza subentrando dalla panchina.
Dal 2006 al 2008 gioca 39 partite in Scozia con il Dunfermline. Nel 2008 si trasferisce all'Hibernian, in cui resta per tre stagioni in cui gioca 75 partite in campionato con 4 gol all'attivo, giocando anche una partita in UEFA Europa League. Lascia questa squadra dopo un litigio con il tecnico John Hughes.
Nel 2011 passa al Leicester City, squadra inglese allenata da Sven-Göran Eriksson che già lo aveva conosciuto in Nazionale, mentre nel 2012 si trasferisce ai turchi del Trabzonspor fino allo svincolo del 2014. In due anni in terra turca gioca 27 partite di campionato e 7 partite di UEFA Europa League, con un serio infortunio subito nel mese di gennaio 2014.
Il 26 agosto 2014 si accorda con la società italiana del Palermo, con cui firma un contratto triennale; è il primo calciatore ivoriano della storia del Palermo. Il 24 settembre seguente esordisce nella massima serie del campionato italiano e in maglia rosanero in Napoli-Palermo (3-3) della quarta giornata della Serie A 2014-2015, giocando titolare. Quella è la sua unica presenza in rosanero fino al trasferimento alla società inglese del Leeds in data 25 gennaio 2015, in prestito con diritto di riscatto. Il 24 giugno, dopo aver collezionato 19 presenze con una rete col club inglese, viene riscattato e firma fino al 31 agosto 2016. Allo scadere del contratto rimane svincolato, e rimane tale fino all'11 ottobre 2016 quando firma (sempre in Championship) per il Cardiff City. Diventa poi un titolare del club con cui successivamente ha raggiunta la promozione in Premier League al secondo anno.
Il 10 agosto 2021, ormai svincolato dal Cardiff, firma per il Middlesbrough, dove ritrovare il suo ex allenatore Neil Warnock. Ha esordito per il club un giorno dopo nella sconfitta per 3-0 in casa del Blackpool nella Carabao Cup. Il suo esordio in campionato è arrivato in una sconfitta per 2-0 in casa del Coventry City l'11 settembre 2021. Bamba ha vinto il premio Sky Bet Man of the Match per la sua prestazione nella vittoria per 2-0 contro la sua ex squadra, il Cardiff City, il 23 ottobre 2021.
Il 4 febbraio 2022, Bamba è stato sostituito al 28 'dei tempi supplementari nella partita di FA Cup del Middlesbrough contro il Manchester United. Dopo che la partita è andata ai rigori, ha preso e convertito il 5 ° tiro dal dischetto per il Middlesbrough e alla fine ha permesso alla squadra di passare al quinto round del torneo per la prima volta dal 2015. Bamba è stato rilasciato dal club alla fine della stagione 2021-2022.
Il 27 gennaio 2023, dopo sette mesi da svincolato, Bamba decide di ritirarsi dalle attività calcistiche per potersi dedicare alla carriera manageriale, divenendo il nuovo assistente tecnico del Cardiff City.

### Nazionale
Nel 2003 gioca i Mondiali Under-20 con la Nazionale ivoriana di categoria.
Ha esordito con la Nazionale maggiore nel 2008, prendendo parte ai Giochi olimpici di quell'anno.
Nel 2010 partecipa alla Coppa d'Africa e ai Mondiali in Sudafrica, senza giocare in quest'ultima competizione.
Prende poi parte alle due edizioni consecutive della Coppa d'Africa nel 2012 e nel 2013, nella prima delle quali perde la finale contro lo Zambia.
Nel 2014 prende parte ai Mondiali in Brasile.

### Allenatore
Il 27 gennaio 2023, dopo aver annunciato il ritiro dal calcio giocato, diventerà l'assistente tecnico del Cardiff City. Lascerà ufficialmente l'incarico il 30 giugno 2023, data di scadenza del suo contratto.

## Statistiche

### Presenze e reti nei club
| Stagione              | Squadra               | Campionato            | Campionato | Campionato | Coppe nazionali | Coppe nazionali | Coppe nazionali | Coppe continentali | Coppe continentali | Coppe continentali | Altre coppe | Altre coppe | Altre coppe | Totale | Totale |
| Stagione              | Squadra               | Comp                  | Pres       | Reti       | Comp            | Pres            | Reti            | Comp               | Pres               | Reti               | Comp        | Pres        | Reti        | Pres   | Reti   |
| --------------------- | --------------------- | --------------------- | ---------- | ---------- | --------------- | --------------- | --------------- | ------------------ | ------------------ | ------------------ | ----------- | ----------- | ----------- | ------ | ------ |
| 2004-2005             | Paris Saint-Germain   | L1                    | 1          | 0          | CF+CdL          | -               | -               | -                  | -                  | -                  | -           | -           | -           | 1      | 0      |
| 2005-2006             | Paris Saint-Germain   | L1                    | 0          | 0          | CF+CdL          | -               | -               | -                  | -                  | -                  | -           | -           | -           | 0      | 0      |
| Totale PSG            | Totale PSG            | Totale PSG            | 1          | 0          |                 | 0               | 0               |                    | -                  | -                  |             | -           | -           | 1      | 0      |
| 2006-2007             | Dunfermline           | SP                    | 23         | 0          | SC+CdL          | 7               | 0               | -                  | -                  | -                  | -           | -           | -           | 30     | 0      |
| 2007-2008             | Dunfermline           | FD                    | 15         | 0          | SC+CdL          | 5               | 0               | CU                 | 2                  | 0                  | -           | -           | -           | 22     | 0      |
| lug.-sett. 2008       | Dunfermline           | FD                    | 1          | 0          | SC+CdL          | -               | -               | -                  | -                  | -                  | -           | -           | -           | 1      | 0      |
| Totale Dunfermline    | Totale Dunfermline    | Totale Dunfermline    | 39         | 0          |                 | 12              | 0               |                    | 2                  | 0                  |             | -           | -           | 53     | 0      |
| 2008-2009             | Hibernian             | SP                    | 29         | 0          | SC+CdL          | 1+0             | 0               | -                  | -                  | -                  | -           | -           | -           | 30     | 0      |
| 2009-2010             | Hibernian             | SP                    | 30         | 2          | SC+CdL          | 1+1             | 0               | -                  | -                  | -                  | -           | -           | -           | 32     | 2      |
| 2010-2011             | Hibernian             | SP                    | 16         | 2          | SC+CdL          | 0+1             | 0               | UEL                | 1                  | 0                  | -           | -           | -           | 18     | 2      |
| Totale Hibernian      | Totale Hibernian      | Totale Hibernian      | 75         | 4          |                 | 4               | 0               |                    | 1                  | 0                  |             | -           | -           | 80     | 4      |
| 2010-2011             | Leicester City        | FLC                   | 16         | 2          | FACup+CdL       | 2+0             | 1+0             | -                  | -                  | -                  | -           | -           | -           | 18     | 3      |
| 2011-2012             | Leicester City        | FLC                   | 36         | 1          | FACup+CdL       | 1+0             | 0+0             | -                  | -                  | -                  | -           | -           | -           | 37     | 1      |
| Totale Leicester City | Totale Leicester City | Totale Leicester City | 52         | 3          |                 | 3               | 1               |                    | -                  | -                  |             | -           | -           | 55     | 4      |
| 2012-2013             | Trabzonspor           | SL                    | 18         | 0          | TK              | 0               | 0               | UEL                | 2                  | 0                  | -           | -           | -           | 20     | 0      |
| 2013-2014             | Trabzonspor           | SL                    | 9          | 0          | TK              | 1               | 0               | UEL                | 5                  | 0                  | -           | -           | -           | 15     | 0      |
| Totale Trabzonspor    | Totale Trabzonspor    | Totale Trabzonspor    | 27         | 0          |                 | 1               | 0               |                    | 7                  | 0                  |             | -           | -           | 35     | 0      |
| 2014-gen. 2015        | Palermo               | A                     | 1          | 0          | CI              | 0               | 0               | -                  | -                  | -                  | -           | -           | -           | 1      | 0      |
| gen.-giu. 2015        | Leeds Utd             | FLC                   | 19         | 1          | FACup+CdL       | -               | -               | -                  | -                  | -                  | -           | -           | -           | 19     | 1      |
| 2015-2016             | Leeds Utd             | FLC                   | 30         | 4          | FACup+CdL       | 3+0             | 0               | -                  | -                  | -                  | -           | -           | -           | 33     | 4      |
| ago. 2016             | Leeds Utd             | FLC                   | 2          | 0          | FACup+CdL       | 0+2             | 0               | -                  | -                  | -                  | -           | -           | -           | 4      | 0      |
| Totale Leeds Utd      | Totale Leeds Utd      | Totale Leeds Utd      | 51         | 5          |                 | 5               | 0               |                    | -                  | -                  |             | -           | -           | 56     | 5      |
| ott. 2016-2017        | Cardiff City          | FLC                   | 26         | 2          | FACup+CdL       | 1+0             | 0               | -                  | -                  | -                  | -           | -           | -           | 27     | 2      |
| 2017-2018             | Cardiff City          | FLC                   | 46         | 4          | FACup+CdL       | 0+0             | 0               | -                  | -                  | -                  | -           | -           | -           | 46     | 4      |
| 2018-2019             | Cardiff City          | PL                    | 28         | 4          | FACup+CdL       | 0+0             | 0               | -                  | -                  | -                  | -           | -           | -           | 28     | 4      |
| 2019-2020             | Cardiff City          | FLC                   | 6          | 0          | FACup+CdL       | 4+0             | 0               | -                  | -                  | -                  | -           | -           | -           | 10     | 0      |
| 2020-2021             | Cardiff City          | FLC                   | 5          | 0          | FACup+CdL       | 0+1             | 0               | -                  | -                  | -                  | -           | -           | -           | 6      | 0      |
| Totale Cardiff City   | Totale Cardiff City   | Totale Cardiff City   | 111        | 10         |                 | 6               | 0               |                    | -                  | -                  |             | -           | -           | 117    | 10     |
| 2021-2022             | Middlesbrough         | FLC                   | 24         | 0          | FACup+CdL       | 4+1             | 0               | -                  | -                  | -                  | -           | -           | -           | 29     | 0      |
| Totale carriera       | Totale carriera       | Totale carriera       | 376        | 22         |                 | 36              | 1               |                    | 10                 | 0                  |             | -           | -           | 422    | 23     |

### Cronologia presenze e reti in nazionale
| Cronologia completa delle presenze e delle reti in nazionale ― Costa d'Avorio | Cronologia completa delle presenze e delle reti in nazionale ― Costa d'Avorio | Cronologia completa delle presenze e delle reti in nazionale ― Costa d'Avorio | Cronologia completa delle presenze e delle reti in nazionale ― Costa d'Avorio | Cronologia completa delle presenze e delle reti in nazionale ― Costa d'Avorio | Cronologia completa delle presenze e delle reti in nazionale ― Costa d'Avorio | Cronologia completa delle presenze e delle reti in nazionale ― Costa d'Avorio | Cronologia completa delle presenze e delle reti in nazionale ― Costa d'Avorio |
| Data                                                                          | Città                                                                         | In casa                                                                       | Risultato                                                                     | Ospiti                                                                        | Competizione                                                                  | Reti                                                                          | Note                                                                          |
| ----------------------------------------------------------------------------- | ----------------------------------------------------------------------------- | ----------------------------------------------------------------------------- | ----------------------------------------------------------------------------- | ----------------------------------------------------------------------------- | ----------------------------------------------------------------------------- | ----------------------------------------------------------------------------- | ----------------------------------------------------------------------------- |
| 19-11-2008                                                                    | Tel Aviv                                                                      | Israele                                                                       | 2 – 2                                                                         | Costa d'Avorio                                                                | Amichevole                                                                    | -                                                                             |                                                                               |
| 11-2-2009                                                                     | Smirne                                                                        | Turchia                                                                       | 1 – 1                                                                         | Costa d'Avorio                                                                | Amichevole                                                                    | -                                                                             |                                                                               |
| 29-3-2009                                                                     | Abidjan                                                                       | Costa d'Avorio                                                                | 5 – 0                                                                         | Malawi                                                                        | Qual. Mondiali 2010                                                           | -                                                                             |                                                                               |
| 20-6-2009                                                                     | Ouagadougou                                                                   | Burkina Faso                                                                  | 2 – 3                                                                         | Costa d'Avorio                                                                | Qual. Mondiali 2010                                                           | -                                                                             |                                                                               |
| 5-9-2009                                                                      | Abidjan                                                                       | Costa d'Avorio                                                                | 5 – 0                                                                         | Burkina Faso                                                                  | Qual. Mondiali 2010                                                           | -                                                                             |                                                                               |
| 10-10-2009                                                                    | Blantyre                                                                      | Malawi                                                                        | 1 – 1                                                                         | Costa d'Avorio                                                                | Qual. Mondiali 2010                                                           | -                                                                             |                                                                               |
| 14-11-2009                                                                    | Abidjan                                                                       | Costa d'Avorio                                                                | 3 – 0                                                                         | Guinea                                                                        | Qual. Mondiali 2010                                                           | -                                                                             |                                                                               |
| 18-11-2009                                                                    | Gelsenkirchen                                                                 | Germania                                                                      | 2 – 2                                                                         | Costa d'Avorio                                                                | Amichevole                                                                    | -                                                                             |                                                                               |
| 4-1-2010                                                                      | Dar-es-Salaam                                                                 | Tanzania                                                                      | 0 – 1                                                                         | Costa d'Avorio                                                                | Amichevole                                                                    | -                                                                             |                                                                               |
| 7-1-2010                                                                      | Dar-es-Salaam                                                                 | Ruanda                                                                        | 0 – 2                                                                         | Costa d'Avorio                                                                | Amichevole                                                                    | 1                                                                             |                                                                               |
| 11-1-2010                                                                     | Cabinda                                                                       | Costa d'Avorio                                                                | 0 – 0                                                                         | Burkina Faso                                                                  | Coppa d'Africa 2010 - 1º turno                                                | -                                                                             |                                                                               |
| 15-1-2010                                                                     | Cabinda                                                                       | Costa d'Avorio                                                                | 3 – 1                                                                         | Ghana                                                                         | Coppa d'Africa 2010 - 1º turno                                                | -                                                                             |                                                                               |
| 24-1-2010                                                                     | Cabinda                                                                       | Costa d'Avorio                                                                | 2 – 2 dts (2 – 3 dtr)                                                         | Algeria                                                                       | Coppa d'Africa 2010 - Quarti di finale                                        | -                                                                             |                                                                               |
| 3-3-2010                                                                      | Londra                                                                        | Costa d'Avorio                                                                | 0 – 2                                                                         | Corea del Sud                                                                 | Amichevole                                                                    | -                                                                             |                                                                               |
| 30-5-2010                                                                     | Thonon-les-Bains                                                              | Paraguay                                                                      | 2 – 2                                                                         | Costa d'Avorio                                                                | Amichevole                                                                    | 1                                                                             |                                                                               |
| 17-11-2010                                                                    | Poznań                                                                        | Polonia                                                                       | 3 – 1                                                                         | Costa d'Avorio                                                                | Amichevole                                                                    | -                                                                             |                                                                               |
| 12-11-2011                                                                    | Port Elizabeth                                                                | Sudafrica                                                                     | 1 – 1                                                                         | Costa d'Avorio                                                                | Amichevole                                                                    | -                                                                             |                                                                               |
| 13-1-2012                                                                     | Abu Dhabi                                                                     | Tunisia                                                                       | 0 – 2                                                                         | Costa d'Avorio                                                                | Amichevole                                                                    | -                                                                             |                                                                               |
| 16-1-2012                                                                     | Abu Dhabi                                                                     | Libia                                                                         | 0 – 1                                                                         | Costa d'Avorio                                                                | Amichevole                                                                    | -                                                                             |                                                                               |
| 22-1-2012                                                                     | Malabo                                                                        | Costa d'Avorio                                                                | 1 – 0                                                                         | Sudan                                                                         | Coppa d'Africa 2012 - 1º turno                                                | -                                                                             |                                                                               |
| 26-1-2012                                                                     | Malabo                                                                        | Costa d'Avorio                                                                | 2 – 0                                                                         | Burkina Faso                                                                  | Coppa d'Africa 2012 - 1º turno                                                | -                                                                             |                                                                               |
| 30-1-2012                                                                     | Malabo                                                                        | Costa d'Avorio                                                                | 2 – 0                                                                         | Angola                                                                        | Coppa d'Africa 2012 - 1º turno                                                | -                                                                             |                                                                               |
| 4-2-2012                                                                      | Malabo                                                                        | Costa d'Avorio                                                                | 3 – 0                                                                         | Guinea Equatoriale                                                            | Coppa d'Africa 2012 - Quarti di finale                                        | -                                                                             |                                                                               |
| 8-2-2012                                                                      | Libreville                                                                    | Mali                                                                          | 0 – 1                                                                         | Costa d'Avorio                                                                | Coppa d'Africa 2012 - Semifinale                                              | -                                                                             |                                                                               |
| 12-2-2012                                                                     | Libreville                                                                    | Zambia                                                                        | 0 – 0 dts (8 – 7 dtr)                                                         | Costa d'Avorio                                                                | Coppa d'Africa 2012 - Finale                                                  | -                                                                             |                                                                               |
| 29-2-2012                                                                     | Abidjan                                                                       | Costa d'Avorio                                                                | 0 – 0                                                                         | Guinea                                                                        | Amichevole                                                                    | -                                                                             |                                                                               |
| 15-8-2012                                                                     | Mosca                                                                         | Russia                                                                        | 1 – 1                                                                         | Costa d'Avorio                                                                | Amichevole                                                                    | -                                                                             |                                                                               |
| 8-9-2012                                                                      | Abidjan                                                                       | Costa d'Avorio                                                                | 4 – 2                                                                         | Senegal                                                                       | Qual. Mondiali 2014                                                           | -                                                                             |                                                                               |
| 14-11-2012                                                                    | Linz                                                                          | Austria                                                                       | 0 – 3                                                                         | Costa d'Avorio                                                                | Amichevole                                                                    | -                                                                             |                                                                               |
| 14-1-2013                                                                     | Abu Dhabi                                                                     | Costa d'Avorio                                                                | 4 – 2                                                                         | Egitto                                                                        | Amichevole                                                                    | -                                                                             |                                                                               |
| 22-1-2013                                                                     | Rustenburg                                                                    | Costa d'Avorio                                                                | 2 – 1                                                                         | Togo                                                                          | Coppa d'Africa 2013 - 1º turno                                                | -                                                                             |                                                                               |
| 26-1-2013                                                                     | Rustenburg                                                                    | Costa d'Avorio                                                                | 3 – 0                                                                         | Tunisia                                                                       | Coppa d'Africa 2013 - 1º turno                                                | -                                                                             |                                                                               |
| 3-2-2013                                                                      | Rustenburg                                                                    | Costa d'Avorio                                                                | 1 – 2                                                                         | Nigeria                                                                       | Coppa d'Africa 2013 - Quarti di finale                                        | -                                                                             |                                                                               |
| 23-3-2013                                                                     | Abidjan                                                                       | Costa d'Avorio                                                                | 3 – 0                                                                         | Gambia                                                                        | Qual. Mondiali 2014                                                           | -                                                                             |                                                                               |
| 8-6-2013                                                                      | Bakau                                                                         | Gambia                                                                        | 0 – 3                                                                         | Costa d'Avorio                                                                | Qual. Mondiali 2014                                                           | -                                                                             |                                                                               |
| 16-6-2013                                                                     | Dar-es-Salaam                                                                 | Tanzania                                                                      | 2 – 4                                                                         | Costa d'Avorio                                                                | Qual. Mondiali 2014                                                           | -                                                                             |                                                                               |
| 15-8-2013                                                                     | New Jersey                                                                    | Messico                                                                       | 4 – 1                                                                         | Costa d'Avorio                                                                | Amichevole                                                                    | -                                                                             |                                                                               |
| 12-10-2013                                                                    | Abidjan                                                                       | Costa d'Avorio                                                                | 3 – 1                                                                         | Senegal                                                                       | Qual. Mondiali 2014                                                           | -                                                                             |                                                                               |
| 16-11-2013                                                                    | Casablanca                                                                    | Marocco                                                                       | 1 – 1                                                                         | Costa d'Avorio                                                                | Qual. Mondiali 2014                                                           | -                                                                             |                                                                               |
| 31-5-2014                                                                     | St. Louis                                                                     | Bosnia ed Erzegovina                                                          | 2 – 1                                                                         | Costa d'Avorio                                                                | Amichevole                                                                    | -                                                                             |                                                                               |
| 5-6-2014                                                                      | Frisco                                                                        | El Salvador                                                                   | 1 – 2                                                                         | Costa d'Avorio                                                                | Amichevole                                                                    | -                                                                             |                                                                               |
| 14-6-2014                                                                     | Recife                                                                        | Costa d'Avorio                                                                | 2 – 1                                                                         | Giappone                                                                      | Mondiali 2014 - 1º turno                                                      | -                                                                             |                                                                               |
| 19-6-2014                                                                     | Brasilia                                                                      | Colombia                                                                      | 2 – 1                                                                         | Costa d'Avorio                                                                | Mondiali 2014 - 1º turno                                                      | -                                                                             |                                                                               |
| 24-6-2014                                                                     | Fortaleza                                                                     | Grecia                                                                        | 2 – 1                                                                         | Costa d'Avorio                                                                | Mondiali 2014 - 1º turno                                                      | -                                                                             |                                                                               |
| 6-9-2014                                                                      | Abidjan                                                                       | Costa d'Avorio                                                                | 2 – 1                                                                         | Sierra Leone                                                                  | Qual. Coppa d'Africa 2015                                                     | -                                                                             |                                                                               |
| 10-9-2014                                                                     | Yaoundé                                                                       | Camerun                                                                       | 4 – 1                                                                         | Costa d'Avorio                                                                | Qual. Coppa d'Africa 2015                                                     | -                                                                             |                                                                               |
| Totale                                                                        |                                                                               | Presenze                                                                      | 46                                                                            |                                                                               | Reti                                                                          | 2                                                                             |                                                                               |